# Charles D. Ferguson
Charles Daniel Ferguson II ist ein US-amerikanischer Physiker und Wissenschaftsfunktionär. Er ist seit 2017 Direktor des Nuclear and Radiation Studies Board der National Academy of Sciences. Zuvor war er von 2010 bis 2017 Präsident der Federation of American Scientists.

## Leben
Ferguson erwarb im Mai 1987 den Bachelor of Science in Physik an der United States Naval Academy in Annapolis, Maryland. Nach der Absolvierung der United States Naval Academy diente er als Offizier auf einem U-Boot der ballistischen Raketenflotte und studierte Nukleartechnik an der Naval Nuclear Power School. Ab 1990 studierte er Physik an der Boston University in Massachusetts und erhielt im Mai 1994 den Master of Arts und im August 1996 den Ph.D. mit der Dissertation Numerical Investigations of an Earthquake Fault Based on a Cellular Automaton, Slider-Block Model. Danach war er für zwei Jahre Postdoc an der University of Maryland, wo er sich mit der Anwendung der statistischen Mechanik auf chaotische Systeme beschäftigte.
1998 verließ er die akademische Forschung, um im politischen Bereich zu arbeiten. Von 1998 bis 2000 war er bei der Federation of American Scientists zunächst als Analyst und dann als Direktor der Nuklearpolitik-Projekts. Seither war er in zahlreichen Thinktanks, Beratungsgremien und Forschungsinstituten als Spezialist für Fragen der nuklearen Proliferation und Rüstungskontrolle der Atompolitik tätig.
Ferguson lehrt auch als adjunct professor an verschiedenen Universitäten, unter anderem im Rahmen des Programms für Sicherheitsstudien an der Georgetown University, an der Johns Hopkins University und der George Mason University.
Von 2000 bis 2002 war er als Physikwissenschaftler im Büro des Leitenden Koordinators für nukleare Sicherheit im U.S. Department of State tätig, wo er zur Entwicklung eines Konzepts der U.S.-Regierung zu nuklearen und generellen Sicherheitsfragen beitrug.
Von 2002 bis 2004 war Ferguson am „Center for Nonproliferation Studies“ (CNS) des Monterey Instituts als Wissenschaftler tätig. Dort verfasste er mit anderen Wissenschaftlern das Buch „The Four Faces of Nuclear Terrorism“.
2004–2009 war er beim Council on Foreign Relations (CFR) Leitender Experte für Wissenschaft und Technologie und Projektdirektor der Independent Task Force zur Atomwaffenpolitik der USA unter der Leitung von William J. Perry und Brent Scowcroft. Er spezialisierte sich außerdem auf die Problemfelder Rüstungskontrolle, Klimawandel, Energiepolitik und nuklearer Terrorismus.
Im Dezember 2009 wurde Ferguson zum Präsidenten des FAS ernannt. Von diesem Amt trat er 2017 zurück, um eine Stelle als Direktor des Nuclear and Radiation Studies Board bei der National Academy of Sciences anzutreten.
Er ist Kovorsitzender der U.S.-Japanischen nuklearen Arbeitsgruppe.
Ferguson beriet außerdem das Oak Ridge National Laboratory, die Sandia National Laboratories und die National Nuclear Security Administration.
Anlässlich des Fukushima-Reaktor-Unglücks im März 2011 und der anschließenden Nuklear-Debatte in Japan forderte Ferguson auch die US-Regierung auf, ihre Nuklear-Politik zu überdenken. „Das Unglück in Japan sollte den USA Anlass sein, die Atomreaktoren kritisch zu überprüfen“, schrieb er in einem Artikel.
Ferguson ist Autor zahlreicher Artikel zur Energiepolitik, Raketenabwehr, nuklearen Rüstungskontrolle, Atomenergie, nuklearen Proliferation und zum nuklearen Terrorismus.

## Ehrungen
Sein Bericht „Commercial Radioactive Sources: Surveying the Security Risks“, der im Januar 2003 erschien und einer der ersten Analysen nach dem 11. September zum Problem der Ausbreitung von Radioaktivität durch Waffensystem wie der Gefahren durch eine „Schmutzige Bombe“ („dirty bomb“), gewann 2003 den Robert S. Landauer Lecture Award der Health Physics Society.
Im Oktober 2008 wurde er von Wired gewürdigt als eine der „15 Personen, auf die der nächste Präsident hören sollte“.

## Schriften
- Nuclear Energy: What Everyone Needs to Know. Oxford University Press, New York, Mai 2011.
- mit William J. Perry und Brent Scowcroft: U.S. nuclear weapons policy. Council on Foreign Relations, New York 2009.
- Nuclear Energy: Balancing Benefits and Risks. (Council Special Report), April 2007.
- Preventing Catastrophic Nuclear Terrorism. CSR No. 11, March 2006 (März 2006).
- The Four Faces of Nuclear Terrorism. Charles D. Ferguson und William C. Potter, Juni 2005.
- Commercial Radioactive Sources: Surveying the Security Risks. 2003.